# رمونا (اکلاهما)
رمونا(به انگلیسی: Ramona) شهری در ایالت اکلاهما کشور ایالات متحده آمریکا است که جمعیت آن در سرشماری سال ۲۰۱۰ میلادی، ۵۳۵ نفر بوده است.